# Spencer Reaves
Spencer Allen Reaves (Newark, Arkansas, 23 de diciembre de 1995) es un jugador de baloncesto estadounidense que forma parte de la plantilla del Mitteldeutscher BC de la Basketball Bundesliga. Con 1,90 metros de altura, juega en la posición de escolta.

## Trayectoria
Inició su trayectoria universitaria en la Universidad de North Grenville en 2014, pasando el año siguiente a la Universidad de Central Missouri. Allí formó parte de la plantilla de los Mules y compitió en la División II de la NCAA. En su temporada de graduación (2017/18) promedió 17 puntos (44% en tiros de 3 puntos) y 5.2 rebotes por encuentro, siendo elegido integrante del Mejor Quinteto de la Conferencia MIAA.
En enero de 2019 firma profesionalmente con el Sammic ISB, equipo de la Liga LEB Plata española, disputando 19 partidos en la temporada 2018/19 y logrando un promedio de 15 puntos con un 45% de acierto en tiros de tres puntos. Renovó con el club guipuzcoano la siguiente temporada, mejorando sus estadísticas hasta los 16 puntos y 2.5 rebotes por partido en la campaña 2019/20.
En julio de 2020 firma por el CB Tizona de la Liga LEB Oro en el regreso del conjunto burgalés a la segunda división del baloncesto español. Promedió 10,6 puntos y un 46% de acierto en tiros de tres puntos en la temporada 2020/21.
En la temporada 2021-22, se compromete con el Bayer Giants Leverkusen que milita en la ProA, la segunda división del baloncesto alemán. Completa la campaña con medias de 14,5 puntos y un 44% de acierto en tiros triples.
El 29 de junio de 2022 firma por el Brose Bamberg de la Basketball Bundesliga alemana.
El 3 de julio de 2023 firma por el SC Rasta Vechta de la Basketball Bundesliga.
En junio de 2024 firmó con el Mitteldeutscher BC también de la Bundesliga.

## Vida personal
Es hermano del también baloncestista Austin Reaves.